# Kristína Schmiedlová
Kristína Schmiedlová (Košice, 6 agosto 1997) è una tennista slovacca inattiva dal 2018.

## Carriera
Vincitrice di due titoli nel singolare nel circuito ITF, il 13 luglio 2015 ha raggiunto la sua migliore posizione nel singolare WTA piazzandosi 412º. Il 25 aprile 2015 ha raggiunto il miglior piazzamento mondiale nel doppio alla posizione n°507.
Ha disputato un incontro per la Slovacchia in Fed Cup, in doppio insieme a Kristina Kucova uscendone sconfitta.
Anche sua sorella maggiore Anna Karolína Schmiedlová è una tennista professionista.

## Grand Slam Junior

### Singolare

#### Sconfitte (1)
| Tornei del Grande Slam  |
| ----------------------- |
| Australian Open (0)     |
| Open di Francia (0)     |
| Torneo di Wimbledon (1) |
| US Open (0)             |

| N. | Data          | Torneo                      | Superficie | Avversario in finale | Punteggio     |
| 1. | 6 luglio 2014 | Torneo di Wimbledon, Londra | Erba       | Jeļena Ostapenko     | 6-2, 3-6, 0-6 |